# Cannabis en Belgique

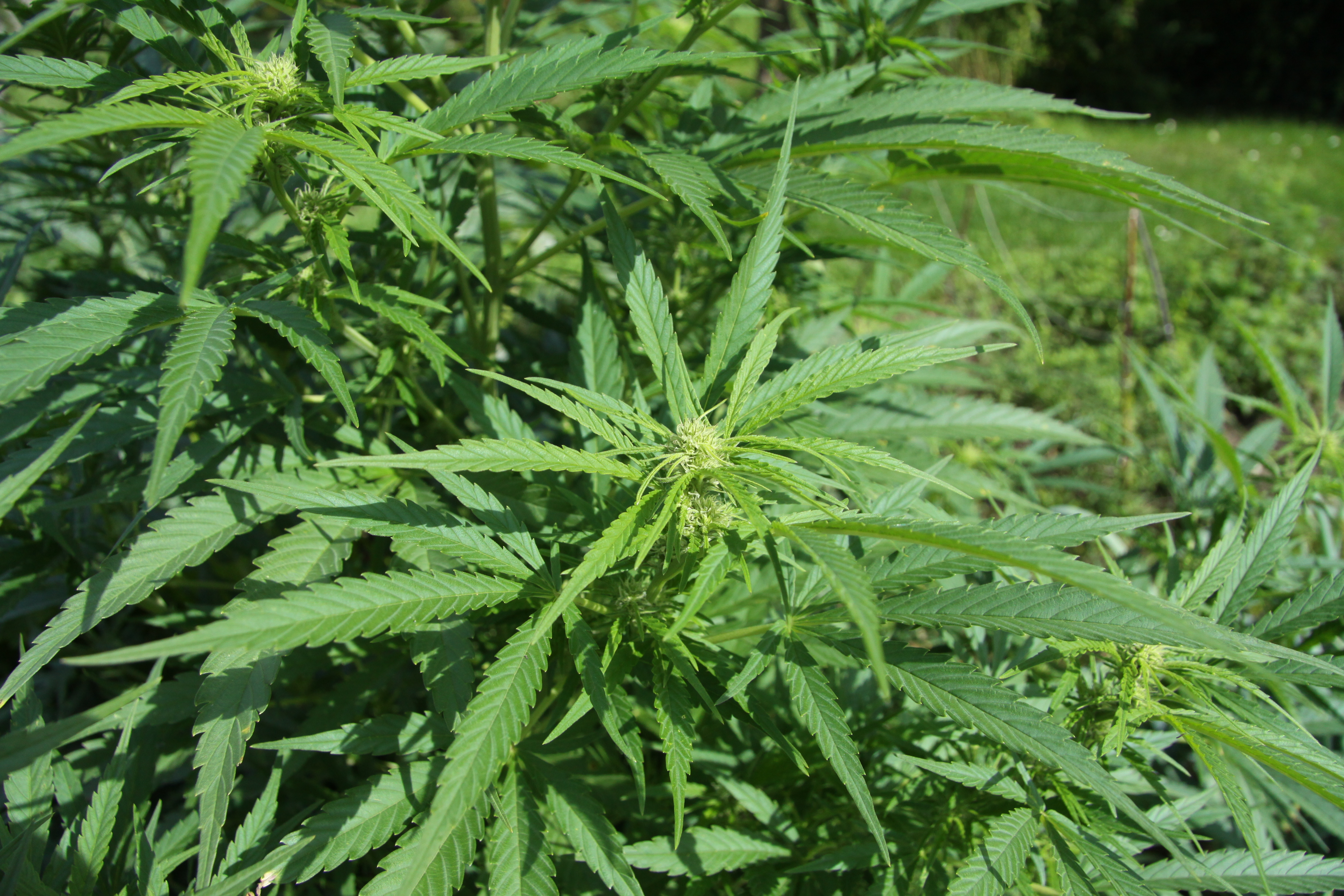
Plantes de Cannabis

Le chanvre (Cannabis sativa L.) est une plante cultivée en Belgique depuis des siècles pour ses usages industriels et médicinaux, et plus récemment pour ses usages récréatifs.

## Histoire
Des données archéologiques montrent que le chanvre est présent en Belgique, comme dans toute l'Eurasie, depuis des siècles.
Au XIXe siècle, les usages alimentaires et médicinaux du chanvre se développent. en Belgique à l'instar d'autres pays européens. Par exemple, la firme suédoise Tekniska Fabriken Röda Korset vendait son produit alimentaire Maltos Cannabis en Belgique (succursale à Anvers).
À l'hôpital Saint-Jean de Bruxelles, le pharmacien en chef Joseph-François Laneau (ou Lanneau) mis au point plusieurs recettes et formules de préparations médicinales à base de cannabis ayant été par la suite diffusées dans toute l'Europe pendant des décennies, tels le "syrop alcoolique de haschisch" ou la "teinture de cannabine".
En 1925, sous l'égide du gouvernement belge, Bruxelles hébergeait la seconde conférence pour l'unification des pharmacopées, au cours de laquelle trois formes galéniques du chanvre furent ajoutées à ce qui allait devenir la Pharmacopée Internationale: cannabis (sommités fleuries et fructifères), extrait de cannabis, et teinture de cannabis.

## Législation et réglementation
La première législation restreignant l'accès au cannabis, bien que modérément, entre en vigueur avec la loi du 24 février 1921. Selon le collectif belge "Stop1921" :
Certes elle a fait l’objet de quelques modifications, pour notamment autoriser l’échange de matériel stérile ou encore pour opérer une distinction entre drogues douces et drogues dures. Mais l’esprit de la loi n’a jamais été modifié, il demeure répressif à l’égard des consommateurs tandis que tout le monde s’accorde pourtant à reconnaître l’usage de drogues comme un enjeu de santé publique avant tout.
De nos jours, le cannabis contenant plus de 0,3% de THC est interdit. La consommation de produits dérivés de plantes ayant plus de 0,3% de THC est interdite. Jusqu'au 6 septembre 2017, la détention de jusqu'à 3 grammes de cannabis ou d'une plante à plus de 0,3% de THC était toléré ; depuis, la Belgique est revenue à une politique de prohibition, tout en soumettant la détention et la consommation de cannabis à une « faible priorité de la politique des poursuites » lorsque les conditions suivantes sont réunies :
- Le détenteur de cannabis est un majeur, c’est-à-dire une personne de plus de 18 ans.
- La quantité de cannabis détenue est destinée à un usage personnel, c’est-à-dire qu’elle est de 3 grammes maximum ou d’une plante cultivée.
- La détention n’est pas accompagnée de circonstances aggravantes ou de troubles à l’ordre public[8].

### Réformes légales

#### Dépénalisation de 2003
En Belgique, la loi a été modifiée le 16 mai 2003 et le 2 juin 2003. la loi mettait fin aux arrestations et éliminait le procès-verbal pour les consommateurs possédant moins de 3 grammes de haschich (résine) mais maintenait un « enregistrement policier anonyme ». La tolérance pour la culture était limitée à un plant femelle par consommateur. Le tout était assorti d'une interdiction formelle de le faire hors de son arrondissement judiciaire.
D'autres notions d'interdiction de la loi de 2003 furent « l'usage problématique », à connotation plus sociale, ainsi que la consommation en présence de mineur.
Le ministre de la Justice en fonction, Marc Verwilghen (parti VLD), n'était pas d'accord avec cette loi. Le jour de son approbation, il fit passer une nouvelle directive ministérielle non-avalisée par les Procureurs Généraux, restreignant la nouvelle loi, et créant un important flou juridique.

#### Dépriorisation de 2005
Une nouvelle directive sur le cannabis fut adoptée le 1er février 2005. Elle considérait que la détention par un majeur de 18 ans de cannabis pour un usage personnel (au maximum trois grammes), ou d'une plante cultivée, devait constituer le degré le plus bas de la politique des poursuites (sauf circonstances aggravantes ou trouble à l’ordre public).
Malgré cette faible priorité, un procès-verbal serait systématiquement dressé pour toute constatation de détention de cannabis : La directive abandonnait la notion d’enregistrement anonyme. Si les quantités découvertes sont inférieures à trois grammes, les PV seront « simplifiés ». Ils seront transmis une fois par mois au parquet. Dans le cadre du PV simplifié, il n’y a pas de saisie du cannabis.
Le procureur du Roi tiendra compte des circonstances locales et donnera, le cas échéant, des directives plus précises. En vue du maintien adéquat de l'ordre public et en tenant compte de la capacité des services de police, chaque procureur du Roi peut diffuser une directive particulière en cas de rassemblement de masse. Cette directive provisoire et spécifique doit viser un événement bien précis et être motivée par les circonstances propres à cet événement (p. ex. un festival de rock).

#### Introduction des «Chambres de traitement de la toxicomanie» en 2008
En 2008, ce dispositif inspiré des Drug Courts nord-américaines était entériné en Belgique.

#### Réforme de 2018
La loi fut de nouveau révisée le 18 juin 2018 (Circulaire n° 15/2015 du collège des procureurs généraux près des cours d'appel). L'usage des Procès-Verbal Simplifié est privilégié, bien que la saisie des substances stupéfiantes soit maintenue. Les faits les plus graves peuvent amener à des peines correctionnelles qui deviennent des crimes lorsqu'ils sont assortis d'une ou plusieurs des circonstances aggravantes : fréquentation de mineurs d'âge, d'un établissement scolaire, sportif, ou de protection de la jeunesse, d'un établissement pénitentiaire, d'un lieu accessible au public, ainsi que la possession de matériel associé au trafique (balance, sachets de conditionnement, matériel culture, etc.).
La loi reste néanmoins floue en Belgique, en cause un méli-mélo de note/circulaire/révision depuis 1921 et une interprétation aléatoire suivant les différentes zones de police du royaume.
Il est généralement considéré que la tolérance s'étand jusqu'à 3 g. de cannabis maximum (détention), ou bien jusqu'à 90 g. de la même variété dans un seul contenant s'agissant de la réserve personnelle issue d'une récoltepropre. Il en va de même de la culture à la maison une plante non ostentatoire et non nauséabond pour le voisinage, au domicile personnel.

### Cannabis social clubs
Section à remplir.
Trekt uw plant fut le premier cannabis social club (CSC) lancé à Anvers en 2010, associé à l'ONG européenne ENCOD. Il fut suivi par le Mambo social club.
En novembre 2013, trois CSC de plus furent lancés : "Ma Weed Perso" à Liège, "WeedOut" à Andenne, et "Sativa" à Namur.

### Réglementation du cannabidiol (CBD)
Section à remplir.

## Liens
- Loi du 18 juin 2018
- Texte intégral de la directive de 2005.
- Archives de la campagne "Stop1921" concernant la loi belge.